# 586 v.Chr.
Het jaar 586 v.Chr. is een jaartal volgens de christelijke jaartelling.

## Gebeurtenissen

### Palestina
- Sommige bronnen geven 586 v.Chr. als jaar van de verwoesting van Jeruzalem door koning Nebukadnezar II van Babylonië als alternatief voor 587 v.Chr.